# Brutarul din Valorgue
Brutarul din Valorgue (titlul original: în franceză Le Boulanger de Valorgue) este un film de comedie dramatică franco-italian, realizat în 1953 de regizorul Henri Verneuil, protagoniști fiind actorii Fernandel, Jean Gaven, Pierrette Bruno și Georges Chamarat.

## Rezumat
Justin, fiul brutarului din Valorgue, o curtează pe Françoise, fiica băcanului. Justin pleacă pentru serviciul său militar în Africa de Nord. Françoise, de ciudă, a părăsit și ea satul și s-a întors, zece luni mai târziu, cu un copil pe brațe, acuzându-l pe Justin că el este tatăl, ceea ce provoacă în curând o adevărată revoluție în Valorgue, care s-a separat în două clanuri: „brutarii” și „băcanii”, incitați de faptul că acum brutarul refuză să le vândă pâinea „băcanilor”, amenințând astfel ca satul să moară de foame...

## Distribuție
- Fernandel – Félicien Hébrard, brutarul
- Jean Gaven – starețul Daniel
- Pierrette Bruno – Françoise Zanetti, fiica băcanului
- Georges Chamarat – Monsieur Aussel, directorul poștei
- Edmond Ardisson – Evariste, factorul bâlbâit și alcolic
- Madeleine Sylvain – Clotilde Hébrard, soția brutarului
- Leda Gloria – Madame Zanetti, băcan
- Mag-Avril – Mademoiselle Négrel
- Henri Vilbert – primarul
- Francis Linel – Justin Hébrard, fiul brutarului
- Antonin Berval – Monsieur Courtecuisse
- Fernand Sardou – brigadierul
- René Génin – Arnaud, secretarul și șeful fanfarei
- Mado Stelli – domnișoara Félicie Blanc
- Manuel V. Gary – pasagerul
- André Carnège – subprefectul
- Jean Mello – jandarmul Delcasse
- Georges Briquet – reporterul
- Géo Georgey – măcelarul
- Henri Arius – fierarul
- Jenny Hélia – Prudence
- José Casa – gardianul rural
- Marthe Marty
- Luigi Giaccone
- Iole Silvani
- Luigi Rumbo
- Angelo Cecchelin
- Pierre Vinassac
- Joël Nicolas – copilul